# Mauritaanse parlementsverkiezingen (1959)
De Mauritaanse parlementsverkiezingen van 1959 vonden op 17 mei plaats voor het eenkamerparlement van het land, de Wetgevende Vergadering. Mauritanië was op dat moment een autonome staat binnen de Franse Gemeenschap. De enige partij die meedeed aan de verkiezingen, de Parti de regroupement mauritanien (PRM) van premier Moktar Ould Daddah won alle 40 zetels. Op 28 november 1960 werd Mauritanië een onafhankelijke islamitische republiek met Ould Daddah als president. In 1964 kreeg het land een eenpartijstelsel. 
| Partij                    | Partij                            | Zetels                    | %      |
| ------------------------- | --------------------------------- | ------------------------- | ------ |
|                           | Parti de regroupement mauritanien | 80                        | 99,23  |
| Ongeldige stemmen/ Blanco | Ongeldige stemmen/ Blanco         | Ongeldige stemmen/ Blanco | 0,77   |
| Totaal                    | Totaal                            | 80                        | 100,00 |
| Bron: AED                 |                                   |                           |        |

Het aantal geregistreerde kiezers bedroeg 387.829, waarvan er 352.851 (91%) hun stem uitbrachten.